# Finlandia en los Juegos Paralímpicos de Albertville 1992
Finlandia estuvo representada en los Juegos Paralímpicos de Albertville 1992 por un total de 17 deportistas, 14 hombres y tres mujeres.

## Medallistas
El equipo paralímpico finlandés obtuvo las siguientes medallas:
| Nombre                                       | Deporte        | Evento                                |
| -------------------------------------------- | -------------- | ------------------------------------- |
| Oro                                          |                |                                       |
| Kalervo Pieksämäki                           | Biatlón        | 7,5 km LW2,4 masculino                |
| Jouko Grip                                   | Biatlón        | 7,5 km LW6/8 masculino                |
| Tanja Tervonen                               | Esquí de fondo | 5 km distancia corta LW2-9 femenino   |
| Tanja Tervonen                               | Esquí de fondo | 10 km distancia larga LW2-9 femenino  |
| Kari Joki-Erkkilä                            | Esquí de fondo | 5 km distancia corta LW11 masculino   |
| Kari Joki-Erkkilä                            | Esquí de fondo | 10 km distancia larga LW11 masculino  |
| Jouko Grip                                   | Esquí de fondo | 20 km distancia larga LW6/8 masculino |
| Plata                                        |                |                                       |
| Jouko Grip                                   | Esquí de fondo | 5 km distancia corta LW6/8 masculino  |
| Teuvo Ojala                                  | Esquí de fondo | 5 km distancia corta LW11 masculino   |
| Kari Joki-Erkkilä Teuvo Ojala Raimo Peltonen | Esquí de fondo | 3 × 2,5 km LW10-11 masculino          |
| Bronce                                       |                |                                       |
| Kirsti Pennanen                              | Esquí de fondo | 5 km distancia corta B1 femenino      |
| Kaija Tuikkanen                              | Esquí de fondo | 10 km distancia larga B2-3 femenino   |
| Teuvo Ojala                                  | Esquí de fondo | 10 km distancia larga LW11 masculino  |
| Kalervo Pieksämäki                           | Esquí de fondo | 20 km distancia larga LW2,4 masculino |